# 前曼德靈山

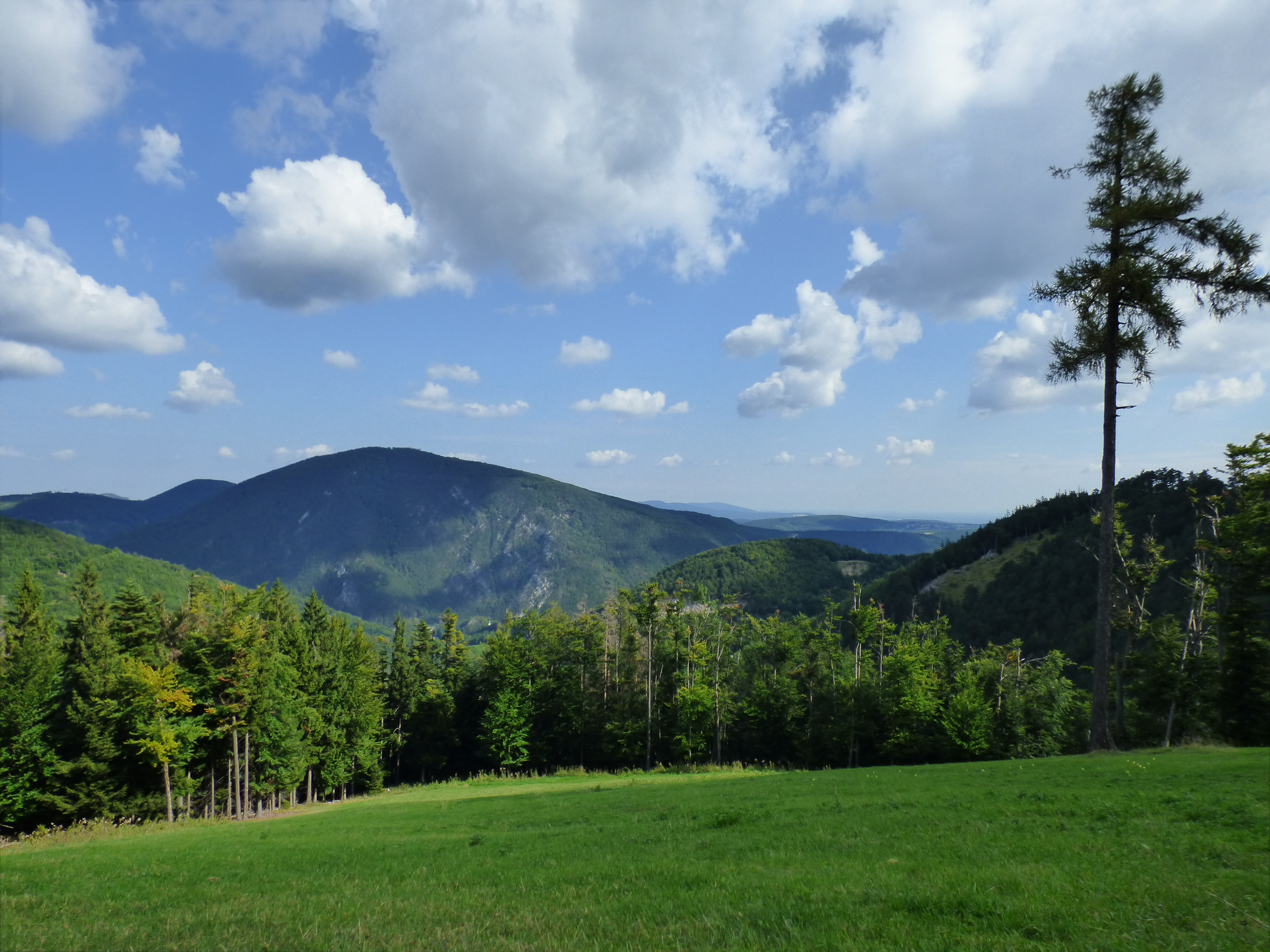

47°53′11″N 16°2′49″E / 47.88639°N 16.04694°E
前曼德靈山（德語：Vordere Mandling），是奧地利的山峰，位於該國東北部，由下奧地利州負責管轄，屬於古滕施泰因阿爾卑斯山脈的一部分，處於上曼德靈山3公里，海拔高度925米。